# Почти ангел
«Почти ангел» (англ. Almost an Angel) — кинокомедия режиссёра Джона Корнелла.

## Сюжет
Главный герой Терри Дин — добрый чудак и при этом профессиональный грабитель, технически подкованный в электронике. Выйдя из тюрьмы, вновь не удержался и ограбил банк. После этого ценой собственного здоровья спасает из-под колес автомобиля мальчика. Грабителя везут в больницу, где в коме он разговаривает с Богом, и тот отправляет Терри обратно на Землю в качестве ангела.

## В ролях
- Пол Хоган — Терри Дин
- Элиас Котеас — Стив Гарнер
- Линда Козловски — Роуз Гарнер
- Дорин Лэнг — миссис Гарнер
- Чарлтон Хестон — Бог
- Джо Даллесандро — руководитель банка
- Хэнк Уорден — Поп, больничный пациент